# مورتن كلارك
مورتن كلارك (بالإنجليزية: Morten Clark)‏ هو لاعب كرة قاعدة أمريكي، ولد في 19 ديسمبر 1889 في بريستول في الولايات المتحدة، وتوفي في 17 نوفمبر 1943 في لوس أنجلوس في الولايات المتحدة.